# Crésida

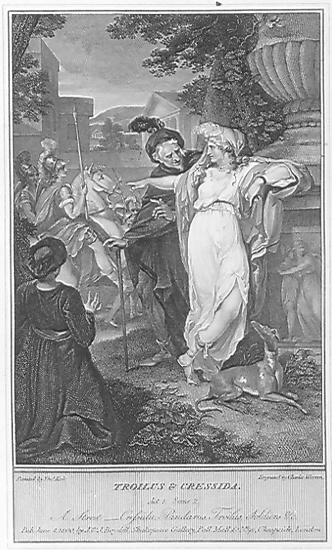
Grabado de 1800, de Charles Warren (1762 - 1823) a partir de una pintura de Thomas Kirk (1765 - 1797), empleado en una edición de la obra de Shakespeare, Acto I, Escena II: Crésida, junto a Pándaro, observa a los caudillos troyanos.

Crésida (también conocida como Cresseid o Criseyde) es un personaje que aparece en varias obras literarias medievales y renacentistas acerca de la guerra de Troya, aunque no en los textos de la Antigüedad sobre el mismo tema. Es uno de los personajes clave de la historia de Troilo y Crésida, que aparece por primera vez en el Roman de Troie francés en el siglo XII, pero que será también narrada por Boccaccio (Filostrato), Chaucer (Troilus and Criseyde) y Shakespeare (Troilus and Cressida).
Es una mujer griega, capturada y convertida en esclava por los troyanos, que se enamora del príncipe troyano Troilo, al que jura amor eterno. Sin embargo, cuando es devuelta a los griegos en un intercambio de prisioneros, se convierte en amante del héroe aqueo Diomedes, lo que enloquece a Troilo.
No debe confundirse con Criseida, personaje de la Ilíada.